# Saray Cerro Estepa
Saray Cerro Estepa (Alcoi, 1994) és una humorista i comunicadora valenciana.
Comença en la ràdio en La Coctelera 3.0, de La Llosa FM, amb Jordi Company i Carlos Ripollés. En À Punt ha treballat en De banda a banda i Podríem fer-ho millor. Com a humorista, va guanyar el concurs de joves còmiques del Consell de la Joventut de València. El 2021 es va veure envoltada en una polèmica quan uns turistes madrilenys li van demanar que parlara en castellà durant una actuació a Moncofa.